# Prazeres (Calheta)
Prazeres é uma freguesia portuguesa do município da Calheta, na ilha da Madeira, Região Autónoma da Madeira, com 13,0 km² de área e 685 habitantes (censo de 2021). A sua densidade populacional é 52,7 hab./km².
Prazeres tem uma estrada que a liga a Jardim do Mar. A atividade económica principal é a agricultura. Tem montanhas a norte, este e sul.

## Demografia
A população registada nos censos foi:
Nota: Nos censos de 1911 a 1930 estava anexada à freguesia do Estreito da Calheta. Pelo decreto-lei nº 30.214, de 22 de dezembro de 1939, passaram a constituir freguesias autónomas.
| Distribuição da População por Grupos Etários | Distribuição da População por Grupos Etários | Distribuição da População por Grupos Etários | Distribuição da População por Grupos Etários | Distribuição da População por Grupos Etários |
| -------------------------------------------- | -------------------------------------------- | -------------------------------------------- | -------------------------------------------- | -------------------------------------------- |
| Ano                                          | 0-14 Anos                                    | 15-24 Anos                                   | 25-64 Anos                                   | > 65 Anos                                    |
| 2001                                         | 101                                          | 90                                           | 323                                          | 158                                          |
| 2011                                         | 103                                          | 63                                           | 358                                          | 180                                          |
| 2021                                         | 72                                           | 60                                           | 347                                          | 206                                          |

## Património Artístico

### Busto em homenagem ao Cónego Félix (pároco de 1918 a 1954)

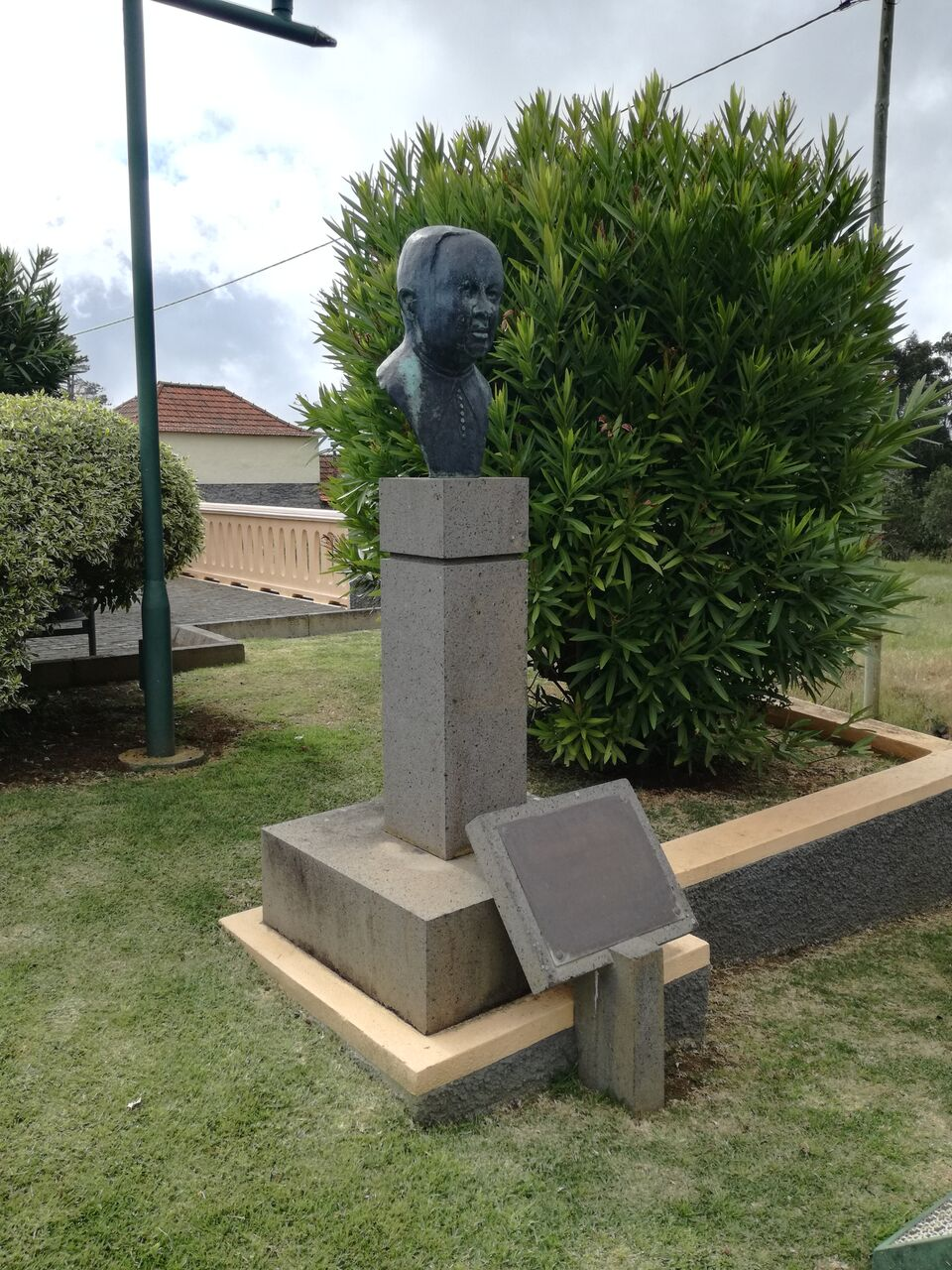
Busto do Cónego Félix

Uma prova de património artístico encontrada na freguesia dos Prazeres é a escultura do Cónego Félix, que foi o fundador da escola de S. Francisco de Sales em 1935. A obra está numa rua paralela à Rua da Igreja, na Vereda de S. Francisco de Sales nº16. O edifício em questão já sofreu algumas obras de remodelação e denomina-se Centro Educativo da Apresentação de Maria. O busto foi criado por iniciativa dos amigos e antigos alunos que tiverem contacto direto com a personalidade em questão.

## Infraestrutura

### Clube desportivo e recreativo dos Prazeres
Clube desportivo e recreativo dos Prazeres é uma associação desportiva local que apoia os desportistas nas mais diferentes áreas como o Futsal, badminton, ginástica e/ou atletismo.
O Clube desportivo está situado no sitio da Igreja no lado este da freguesia. Encontra-se junto à estrada regional e têm o seu próprio bar onde poderá praticar setas, cartas ou outro tipo de lazer.
Para além de instalações próprias o clube desportivo e recreativo dos Prazeres têm campo de futebol próprio e Pavilhão desportivo próprio onde pode praticar actividades em dias mais húmidos, ou modalidades indoor durante todo o ano.
O edifício-sede tem dois apartamentos para apoio aos estágios, ou simplesmente, para quem pretenda desfrutar uns dias de descanso e sossego a preços convidativos.

### Restauração

Busto do Cónego Félix

Existem vários e bons locais para almoçar ou jantar nos Prazeres. Os Prazeres é constituído aproximadamente por 10 restaurantes onde pode deliciar-se com várias iguarias tradicionais. Desde o bacalhau ao frango desossado e recheado,  passando ainda pelo original borrego assado com hortelã, existe grande variedade de pratos confeccionados nos diferentes restaurantes.

## Quotidiano
Como não poderia deixar de ser a atividade diurna pode ser complementada com um passeio a pé na levada que atravessa a freguesia dos Prazeres e freguesias vizinhas.
Pode também deslocar-se até ao campo e praticar desporto, visitar o Centro de dia ou simplesmente usufruir do Espaço Multimédia onde poderá aceder à internet. O Espaço Multimédia encontra-se ao lado da Quinta Pedagógica o que também poderá visitar e ficar a conhecer o que lá se trata e faz.
Pode ainda visitar, aos Domingos, o mercado dos agricultores, onde se vendem as melhores verduras e frutas da época, não esquecendo o pão caseiro.
Para as saídas à noite é usual começar a consumir a tão tradicional poncha da Madeira feita a partir de limão ou laranja com aguardente. A poncha é servida em qualquer dos sete restaurantes e em vários cafés embora o modo de concepção possa variar entre eles.

### Viver nos prazeres
A vida na localidade dos Prazeres é muito rica, não só a nível de saúde, mas também a nível da população que se caracteriza pela simpatia e hospitalidade. Por entre as pequenas estradas, os jardins de roseiras, Brincos de Princesa, entre outras deliciam a vista de quem passa. No quotidiano tanto locais como visitantes fazem as suas caminhadas, e deslumbram-se de um pôr-do-sol magnífico em pleno mar, ou do ar fresco da manhã. É uma experiência a não perder.

## Freguesias próximas
- Jardim do Mar, oeste
- Estreito da Calheta, sul